# Terry Callier

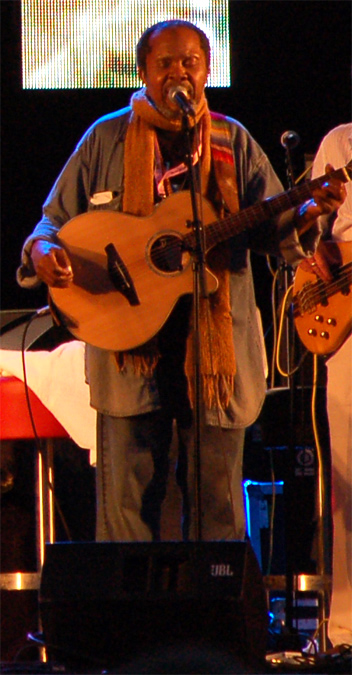
Terry Callier, Flow Festival, Helsínquia, 17 de Agosto de 2007

Terry Callier (Chicago, 24 de Maio de 1945 — 28 de outubro de 2012) foi um guitarrista, cantor e compositor estadunidense de jazz, soul e folk.

## Biografia
Callier, amigo de infância de Curtis Mayfield, fez as suas primeiras gravações em 1963 mas nunca atingiu o estrelato apesar de uma série de sucessos regionais nas décadas de 1960 e 1970. Em 1983 foi-lhe concedida a custódia da sua filha Sundiata de 12 anos de idade e decidiu afastar-se da música e procurar uma fonte de rendimentos mais estável. Estudou programação de computadores e em 1984 conseguiu um emprego na Universidade de Chicago.
Reemergiu da obscuridade quando DJ's britânicos descobriram as suas antigas gravações, começando a passá-las em discotecas em finais da década de 1980. Eddie Piller da Acid Jazz Records trouxe Callier para tocar em clubes no Reino Unido em 1991 seguindo-se viagens regulares para efectuar concertos durante os períodos de férias no emprego. 
Em finais da década de 1990 Callier iniciou o seu regresso à música gravada, contribuindo para o Best Bit EP de Beth Orton em 1997 e publicando o álbum Timepeace em 1998, o qual ganharia o prémio Time For Peace atribuído pelas Nações Unidas, pela relevante contribuição artística para a paz mundial. Curiosamente, os seus colegas na Universidade de Chicago nada sabiam da vida de Callier como músico, mas após ter ganho o prémio as notícias da sua vida secreta tornaram-se publicamente conhecidas, levando ao seu despedimento.
Desde Timepeace, publicou outros cinco álbuns. No verão de 2008 foi publicado o álbum Hidden Conversations, com a participação dos Massive Attack, através da Mr Bongo Records.
Terry Callier faleceu em 27 de Outubro de 2012, vítima de câncer.

## Discografia

### Álbuns de estúdio
- The New Folk Sound of Terry Callier (1964)
- Occasional Rain (1972)
- What Color Is Love (1973)
- I Just Can't Help Myself (1974)
- Fire On Ice (1977)
- Turn You To Love (1978)
- TC in DC (recorded live in Washington D.C. 1982) (1996)
- Timepeace (1998) #92 UK
- Lifetime (1999) #96 UK
- Live at Mother Blues (1964) (2000)
- Alive With Terry Callier (2001)
- Speak Your Peace (2002) #156 UK
- Total Recall (remixes) (2003)
- Lookin' Out (2004)
- Welcome Home (Live) (2008)
- Hidden Conversations (2008)

### Compilações
- The Best Of Terry Callier on Cadet (1991)
- Essential - The Very Best Of Terry Callier (1998) #193 UK
- First Light (1998)
- As We Travel (Harmless Records Compilation) (2002)
- Life Lessons (40 Years and Running, Double CD) (2006)

### DVD/video
- Terry Callier - Live in Berlin (Universal Music 2005) Prod.: Modzilla Films/Beatrice Tillmann

## Participações
- The Juju Orchestra - What Is Hip (2007) - Voz
- Massive Attack -  "Live With Me" (2006) - Voz
- Nujabes - "Modal Soul" (2005) - Voz
- Jean-Jacques Milteau - "Blue 3rd" (2003) - Voz
- 4 Hero - "The Day of the Greys" (2001) - Voz
- Koop - Waltz for Koop - Voz
- Beth Orton - Central Reservation (1999) - Voz
- Kyoto Jazz Massive - "Deep in Your Mind" (2002) - Voz
- Grand Tourism - "Les Courants d'Air" (2001) - Voz